# Monti Kőszeg
I Monti Kőszeg (in ungherese Kőszegi-hegység; in tedesco Günser Gebirge) sono una catena montuosa che si trova nella regione dell'Alpokalja, a cavallo fra l'Austria e l'Ungheria. La cima più alta è il monte Írott-kő (tedesco: Geschriebenstein), letteralmente pietra scritta, che ha una altezza di 883 m. s.l.m.

## Geografia
Oltre al monte Írott-kő, che si trova sul confine fra Austria e Ungheria, le più alte cime sono: Monte Tábor (645 m) e Monte Kend (728 m) sul lato ungherese, Monte Szarvaskő (862 m) e Monte Óház-tető (607 m) sul lato austriaco. Le montagne geologicamente sono composte da rocce cristalline e vengono considerate parte delle Alpi Orientali.
Il territorio dei Kőszeg è fittamente ricoperto di foreste. Nelle parti più a sud e più basse si trovano principalmente foreste di quercia, mentre le parti più alte delle montagne sono dominate dai faggi.
La fauna della zona ricorda la prossimità delle Alpi. Sono presenti parecchie specie di insetti con importanti specie rare, quali ad esempio il lepidottero della tigre (Pericallia matbronula) e la specie della libellula Ophiogomphus cecilia, nonché alcune importanti specie di scarabei di terra.
Molto ricca risulta essere la fauna avicola, con parecchie specie tipiche di montagna: il fiorrancino, la cincia dal ciuffo, la cincia mora, il ciuffolotto. Inoltre, si segnalano la cicogna nera, il lodolaio ed il falco pecchiaiolo, che nidificano in zona. Il gallo cedrone, caratteristico dei Kőszeg, è scomparso, mentre si trova ancora il francolino di monte; la colombella è relativamente comune.
Le città e paesi del territorio sono:
- Ungheria:
  - Kőszeg;
  - Velem;
  - Cák;
- Austria:
  - Liebing;
  - Rattersdorf
  - Hammerteich
  - Lockenhaus
  - Rechnitz

## Turismo
La zona dei Monti Kőszeg, ed in particolare la zona pedemontana, era abitata fino dall'età del Bronzo. Su un lato della montagna di Szent Vid, nella zona di Velem, sono stai rinvenuti antichi resti di posti di sepoltura dall'età del Bronzo, fornaci, miniere, tracce di antica città. Sono stati inoltre ritrovati resti di un antico acquedotto Romano che riforniva di acqua potabile l'antica Sabaria (attuale Szombathely).
Sul territorio dei Monti Kőszeg si trova un parco naturale che si estende sia in territorio austriaco che in territorio ungherese.
I Monti Kőszeg si trovano sul percorso del Sentiero Europeo E4. Il monte Írott-kő è inoltre il punto di partenza del più noto sentiero escursionistico ungherese, conosciuto con il nome di Blu tour dell'Ungheria.

## Collegamenti esterni

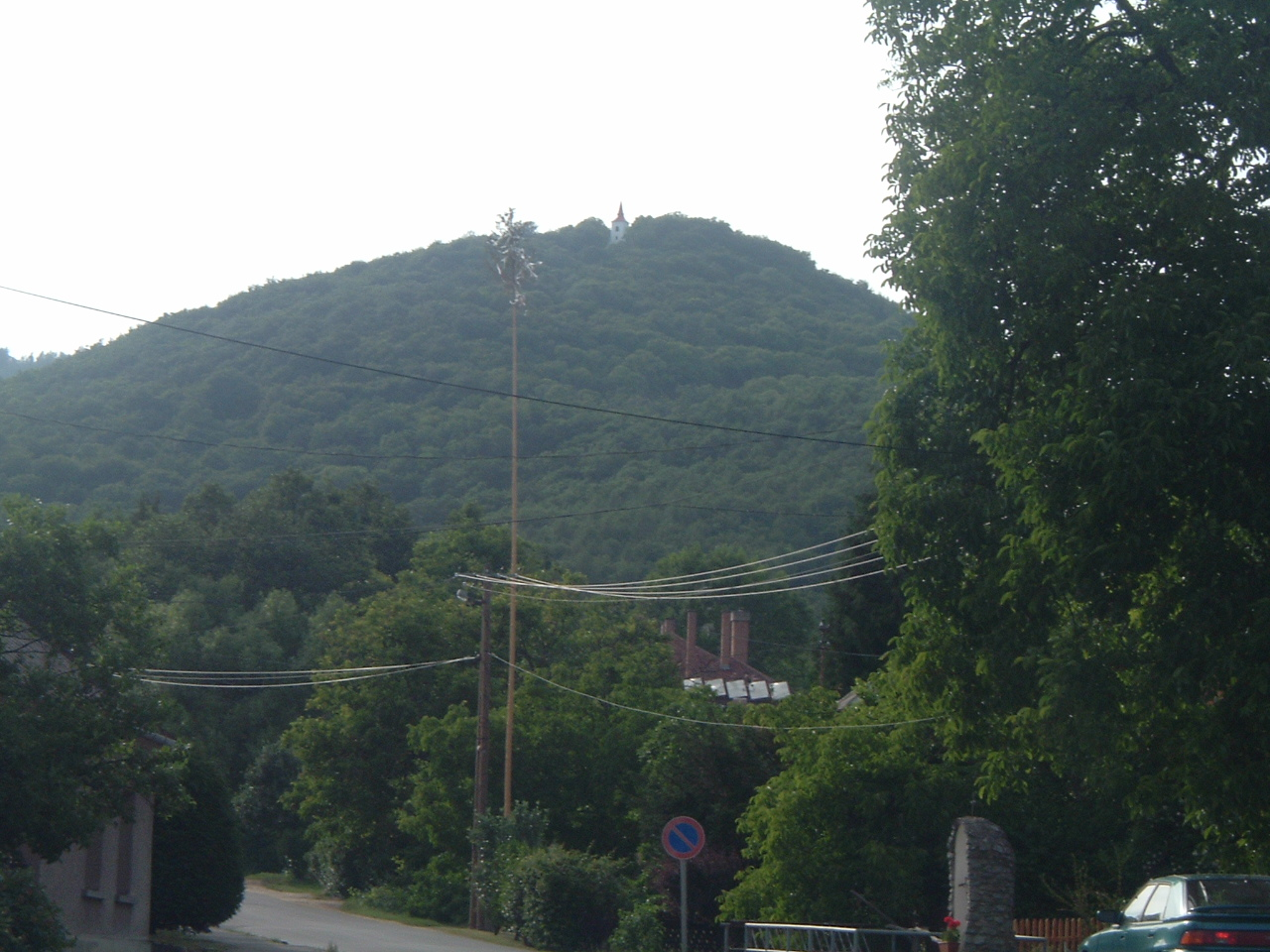
Monte Szent Vid

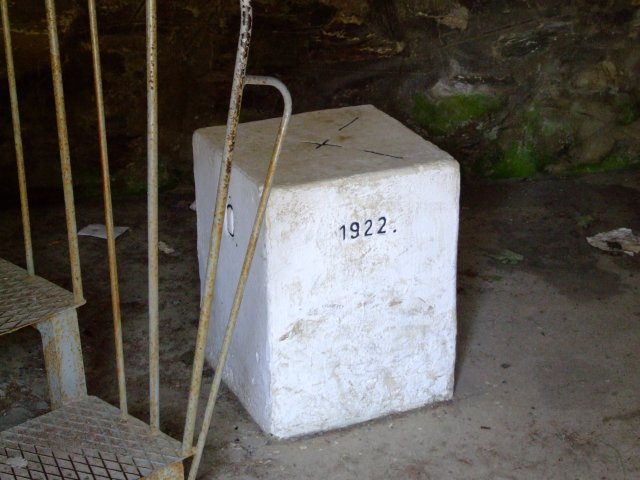
Cippo indicante il punto di confine all'interno del posto di guardia sull'Írott-kő